# Alastair Graham
Alastair Graham (* 6. November 1906; † 12. Dezember 2000 in Reading) war ein britischer Malakologe. Er war Professor an der University of Reading und Fellow der Royal Society  (1979).
Graham war ab 1929 an der University of Sheffield, ab 1933 am Birkbeck College der Universität London und 1947 bis 1952 Professor für Zoologie an der Universität London. Danach war er Professor an der University of Reading.
Er befasste sich mit funktioneller Anatomie von Mollusken, speziell Vorderkiemenschnecken (Prosobranchia), worüber er mit Vera Fretter Monographien schrieb.

## Schriften
- British Prosobranch and other operculate gastropod molluscs. Keys and notes for the identification of the species. Synopsis of the British Fauna 2, Linnaean Society 1971
- mit Vera Fretter: Functional Anatomy of Invertebrates, Academic Press 1976
- mit Vera Fretter: British Prosobranch Molluscs. Their Functional Anatomy and Ecology, Ray Society 1962, 2. Auflage 1994
- mit Vera Fretter: The Prosobranch Molluscs of Britain and Denmark, 8 Teile, Journal of Molluscan Studies, 1976 bis 1985